# 道光法親王
道光法親王（どうこうほっしんのう、慶長17年3月8日（1612年4月8日） - 延宝6年6月18日（1678年8月5日））は、江戸時代前期の法親王・学僧。父は後陽成天皇。母は三位局（古市）清原胤子。

## 略歴
1621年（元和2年）に聖護院に入室し、1625年（寛永2年）に落飾、1626年（寛永3年）に親王宣下を受け、聖護院第28世門跡となった。1630年（寛永7年）二品に叙せられ、その後園城寺長吏・天皇の護持僧となった。1658年（万治元年）ごろ京都白川照高院に移って照高院門跡となり堂宇を復興した。茶道・書にも通じていた。